# Teoría económica del seguro
Se entiende por teoría económica del seguro cada una de las hipótesis o modelos que tratan de explicar la interacción entre oferta y demanda en el mercado de seguros. 
Un seguro se basa en la transferencia de riesgos entre el conjunto de los asegurados, de manera que la totalidad de las personas de la colectividad expuestas al riesgo asumen indirectamente los costes económicos de la ocurrencia negativa en un número limitado de estos individuos. De esta manera, una pérdida incierta es canalizada mediante un traspaso de riesgo desde el individuo hacia la colectividad.

## Demanda de seguros
Básicamente, un seguro es una cantidad de dinero que se paga (prima) para obtener otra cantidad de dinero en caso de pérdida (indemnización). 

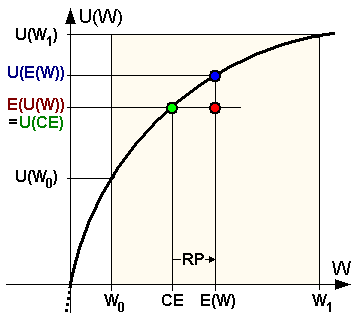
Podemos representar la aversión al riesgo gráficamente. La función de utilidad marginal de la riqueza presenta una forma decreciente.
Esto permite que un equivalente cierto (el punto verde) genere la misma utilidad que una lotería "L" representada por el punto rojo.
"RP" representa la cantidad que los individuos estarían dispuestos a pagar a cambio de encontrarse en una situación sin incertidumbre.

Los individuos presentan unas determinadas preferencias, que denominamos como aversión al riesgo. Es decir, prefieren elegir una riqueza determinada, antes que participar en una lotería "L" cuyo valor esperado sea esa misma riqueza. Esta situación genera una demanda de mecanismos que permitan a los individuos eliminar o aliviar los posibles riesgos asociados con su nivel de riqueza (seguros), mediante el pago de una cantidad (prima). 

### Seguro actuarialmente justo desde el punto de vista de la demanda
Un seguro actuarialmente justo se define como aquel seguro en el que el precio de 1 euro de indemnización sea igual a la probabilidad de la pérdida. Un agente averso al riesgo se asegura completamente (por el importe total de su pérdida) si se le presenta un seguro actuarialmente justo, mientras que solo se aseguraría parcialmente ante un seguro actuarialmente injusto.
Esto se debe a que la utilidad de la riqueza en cada situación final depende solo de la cantidad de riqueza que el individuo tiene en esa situación (y no de lo que podría tener si se encontrara en otra situación final), por lo que si las cantidades totales de riqueza que el individuo tiene en cada situación final son iguales, las utilidades marginales de la riqueza también deben ser iguales.

### Aversión al riesgo y seguros
Como hemos mencionado anteriormente, un individuo es (estrictamente) averso al riesgo si prefiere la lotería que proporcione una riqueza E(L) con 100% de seguridad antes que jugar la lotería L, teniendo L un valor esperado igual a la riqueza E(L). Un individuo es (estrictamente) amante del riesgo si se cumple lo contrario, y es neutral al riesgo si ambas opciones le resultan indiferentes.
Para el estudio de elecciones económicas en situaciones con riesgo, es útil tener una medida cuantitativa de la aversión al riesgo de un agente (como el Índice de Pratt). Es posible utilizar las primas de seguros que los individuos asegurados están dispuestos a pagar y estimar coeficientes de aversión al riesgo, o comparar estos coeficientes entre diferentes grupos de individuos. Esta medida cuantitativa de la aversión al riesgo es uno de los pilares de la Teoría moderna del portafolio.

## Oferta de seguros
El beneficio de una empresa aseguradora surge del margen entre el precio al que una empresa aseguradora se puede permitir asegurar un determinado riesgo, y la indemnización que un individuo o empresa exige por pagar ese precio.

### Riesgos asegurables
Un empresa aseguradora requiere que los riesgos a los que se enfrenta sean:
- Predecibles estadísticamente.
- Diversificables.

El riesgo necesariamente debe ser diversificable: si la probabilidad de que un coche sea robado es (al menos relativamente) independiente de que los otros coches también lo sean, entonces es razonable buscar un mecanismo para transferir riesgo entre un colectivo de individuos (y un seguro realiza este papel). Una compañía aseguradora solo vende pólizas para riesgos que puede diversificar. Si el riesgo de una catástrofe está positivamente relacionado entre los asegurados, la compañía aseguradora puede sufrir grandes pérdidas tratando de indemnizar a todos los perjudicados (por ejemplo, Farmers Insurance Group pagó en indemnizaciones por el terremoto de Los Ángeles de 1994 tres veces más de lo que ingresó en primas por terremotos durante los treinta años anteriores). Ejemplos de catástrofes no diversificables serían, por ejemplo, una guerra, desastres naturales a gran escala...

### Seguro actuarialmente justo desde el punto de vista de la oferta
Una empresa aseguradora que ofreciera un precio actuarialmente justo no podría competir en el mercado. Con un seguro de este tipo, los gastos esperados de la empresa serían iguales a sus ingresos esperados. Dado que una empresa aseguradora incurre en gastos en el transcurso de su actividad (mantenimiento de oficinas, documentos, sueldos de empleados...) una empresa que ofreciera seguros actuarialmente justos perdería dinero. Por otro lado, una empresa aseguradora monopolística podría establecer márgenes proporcionalmente mayores cuanto más aversos al riesgo sean los consumidores.